# Louis Debouzy
Pour les articles homonymes, voir Debouzy.
 (juin 2024).
Louis Debouzy, né le 18 septembre 1991 à Paris, est un entrepreneur et homme d'affaires français.

## Biographie

### Famille
Louis Debouzy est le petit-fils de Marianne Debouzy, historienne spécialiste de l'histoire américaine et nièce de Thérèse Cahen. Il est aussi le neveu d'Olivier Debouzy, avocat d'affaires et fondateur du cabinet August Debouzy.

### Carrière
En situation de handicap moteur,,, Louis Debouzy fonde Amabilis une société d'aide à domicile. Il milite pour une meilleure valorisation des intervenants à domicile qui, selon lui, souffrent d'un « problème d'image ». Il critique également le traitement, souvent infantilisant, réservé aux clients dans les services à la personne et prône une approche plus professionnelle de ces métiers relationnels, qu'il assimile souvent à ceux de l'hôtellerie-restauration,,.
En 2021, il est désigné par le magazine Forbes parmi les 30 Under 30.